# رائد خليل
رائد خليل، رسام كاريكاتير سوري من مواليد (1 مارس 1973) السلمية، في محافظة حماة، سوريا.
بدأ نشر رسوماته في عام 1988 وشارك منذ ذلك الحين في المسابقات الوطنية والدولية، عمل كرسام كاريكاتير في صحيفة النور الأسبوعية بدمشق، كما أنه يعمل لدى صحيفة البعث اليومية. وهو محرر ومشرف موقع الكاريكاتير السوري، ومدير مهرجان سورية الدولي للكاريكاتير منذ انطلاقته، برصيده العديد من الجوائز المحلية والعربية والدولية.

## مسيرته
عمل رائد خليل خلال مساره المهني في العديد من الصحف والمجلات العربية والعالمية، منها مجلة «صباح الخير» اللبنانية، وصحيفة «المدى» الاقتصادية الصادرة في روما، ومجلة «كيهان كاريكاتور» الإيرانية، ومجلة «فيلاغورسيك» الهنغارية، ومجلة «كاركوميكس» التركية، ومجلة «دوبري هومر» البولونية.
اشتهر رائد خليل بتعاطيه مع موضوع الفقر كثيرا في رسومه، ويقول بهذا الصدد «في رؤيتي للقضية التي تبنيتها، ألا وهي قضية الفقراء، وجدت أن الغالبية العظمى لا تملك مقومات الحياة الأساسية، فلذلك في أعمالي بحث دائم عن الحل وليس طرح المشكلة فقط.»
يقول النقاد إن الرسام رائد خليل متأثر كثيرا بطريقة الرسام السوري علي فرزات في كيفية تنفيذ الخطوط على الورق والشخوص، واتهمه البعض بتقليده في بعض أفكاره، لكن تبقى لدى الرسام رائد خليل بصمته الخاصة في الكاريكاتير العربي والعالمي.

## الجوائز والشهادات
- 1988 - الجائزة الأولى في المهرجان القطري الثالث عشر للفنون في دمشق.
- 1989- الجائزة التقديرية من المستشارية الإيرانية (دمشق).
- 1992 - الجائزة الثانية من المستشارية الإيرانية (دمشق).
- 1995 - الجائزة التقديرية من المستشارية الإيرانية (دمشق).
- 2020 - الجائزة الثانية في المسابقة الدولية الأولى التي أقيمت في الهند بمناسبة مئوية رئيس وزراء الهند الأسبق ناراسيمها راو.
- 2020 - الجائزة الخاصة في «مسابقة نيكولا الدولي الأولى» التي أقيمت في ألبانيا.[4]